# Naimette-Xhovémont
Naimette-Xhovémont is een buurt van Luik, die onderdeel uitmaakt van de wijk Sainte-Walburge. De buurt is gelegen op de linkeroever van de Maas ten noordwesten van het centrum. Deze wordt soms het Montmarte van Luik genoemd.
In deze buurt bevindt zich de Sint-Julianakerk (Église Sainte-Julienne).
In deze buurt bevindt zich tevens het sportief centrum van de provincie Luik. Dit complex is onder andere de thuishaven van de plaatselijke atletiek- en rugbyclub.